# Трегубов, Юрий Андреевич
Ю́рий Андре́евич Трегу́бов (22 марта (4 апреля) 1913 года, Санкт-Петербург, Российская империя — 27 февраля 2000 года, Франкфурт-на-Майне, Германия) — русский писатель, член Народно-трудового союза. Писал по-русски, но почти все его произведения изданы только в немецком переводе.

## Биография

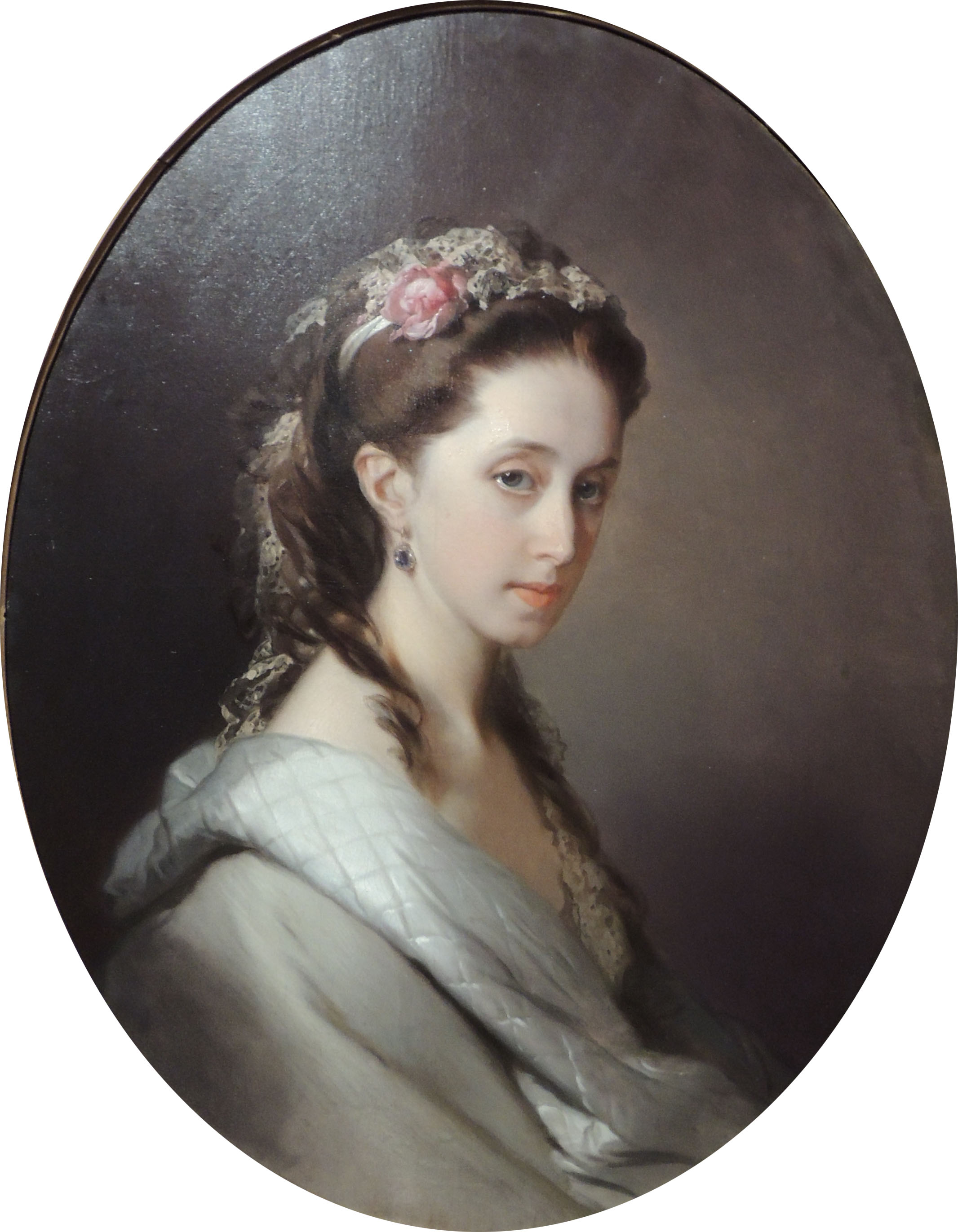
Е. А. Трегубова, бабушка писателя

Родился в дворянской семье: отец — судогодский уездный предводитель дворянства Андрей Алексеевич Трегубов (1869—1935), мать — Софья Максимилиановна фон дер Остен-Сакен (1876—1954), дочь Максимилиана Александровича фон дер Остен-Сакена. Бабушка по отцовской линии, Евдокия Алексеевна Трегубова (урожд. Тимашёва-Беринг, 1847—81), в молодом возрасте скончалась от чахотки.
Детство провёл во владимирском имении отца, после его конфискации с 1919 года в Москве, в 1926-м вместе с матерью уехал в Берлин (отец выездной визы не получил). В 1934 году примкнул к политическому движению, впоследствии названному НТС. В 1944-м получил немецкое подданство и, чтобы избежать призыва в вермахт, вступил в армию Власова. После войны находился в чешском плену, в 1946-м тяжело пострадал при аварии на шахте, где работал, и был освобождён.
19 сентября 1947 года похищен агентами МГБ в Западном Берлине, вывезен в СССР и приговорён к 25 годам. Как немецкий гражданин на основании договора Аденауэра с Хрущёвым 1955 года был возвращён в ФРГ вместе с тысячами других военнопленных и интернированных.
В 1956 году опубликовал книгу воспоминаний о своём заключении «Восемь лет во власти Лубянки». С начала 1960-х перешёл на романы, обращённые к немецкому читателю. Трегубов писал их по-русски, а затем вместе с женой (немкой) переводил на немецкий. Эти 13 романов носят общее название «Durch die reinigende Flamme» («Сквозь очищающий огонь») и активно используют элементы авантюрного, детективного и научно-фантастического жанров.
Жил во Франкфурте-на-Майне, где 27 февраля 2000 г. скончался.

## Сочинения
- Восемь лет во власти Лубянки, Frankfurt/M., 1956
- Der letzte Ataman, 1967
- Vampir, 1971
- Gespenster in Frankfurt, 1974
- Wladimirischina, 1976
- Geld, 1979
- Notizen eines Pechvogels, 1981
- Hauptwache, 1983
- Die wundersamen Erlebnisse des Aristarch Trofimowitsch Jermolow, 1984
- Der große Einsatz, 1985
- Die blutige Ikone, 1978
- Schnapsi, 1988
- Die Idee des Doktor Kologriwow, 1990
- Gedichte und Erzählungen zur russischen Geschichte, 1991